# Schloss Farnroda

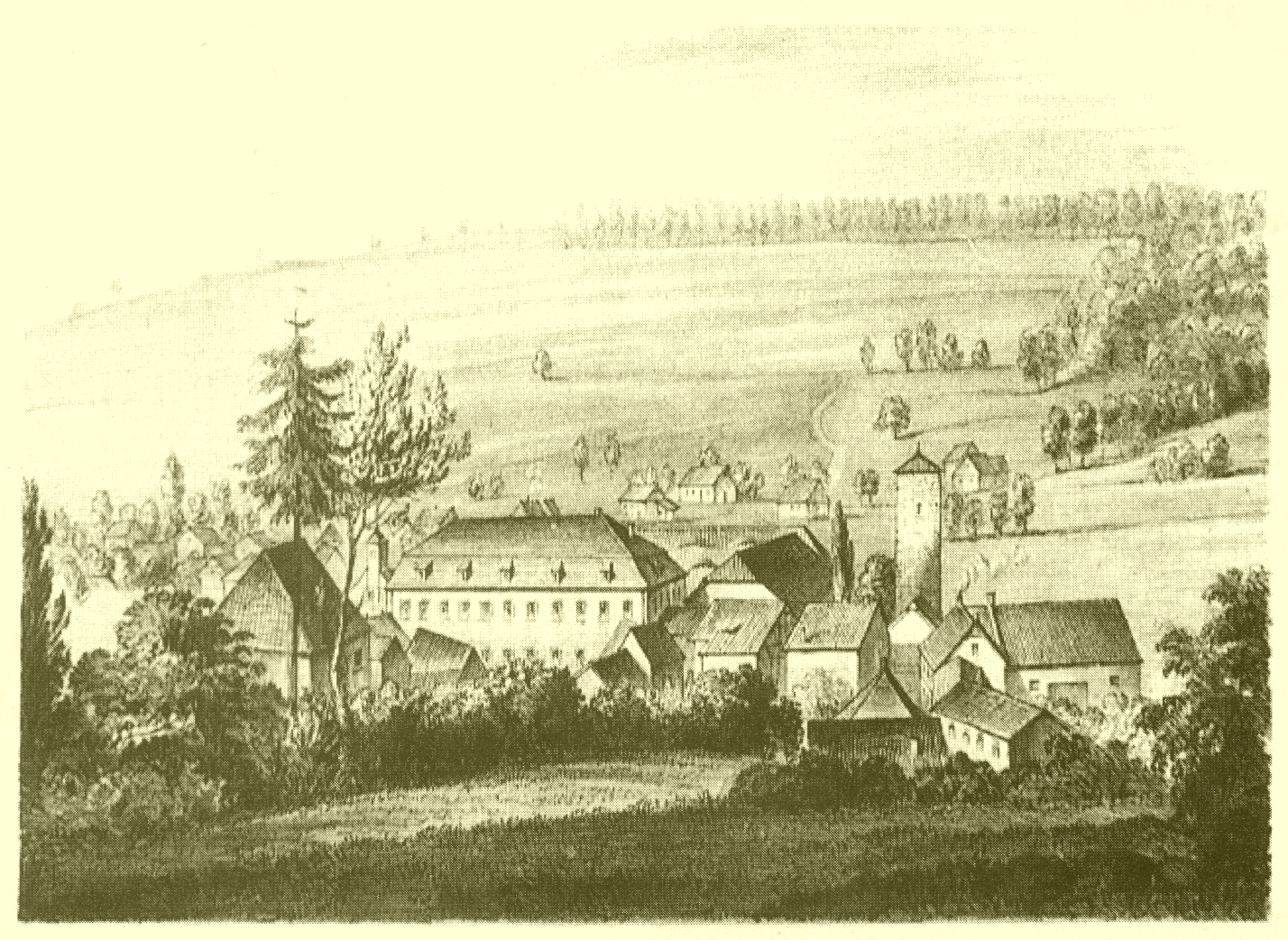
Schloss und Gut Farnroda (um 1850)
Gesamtansicht von Osten

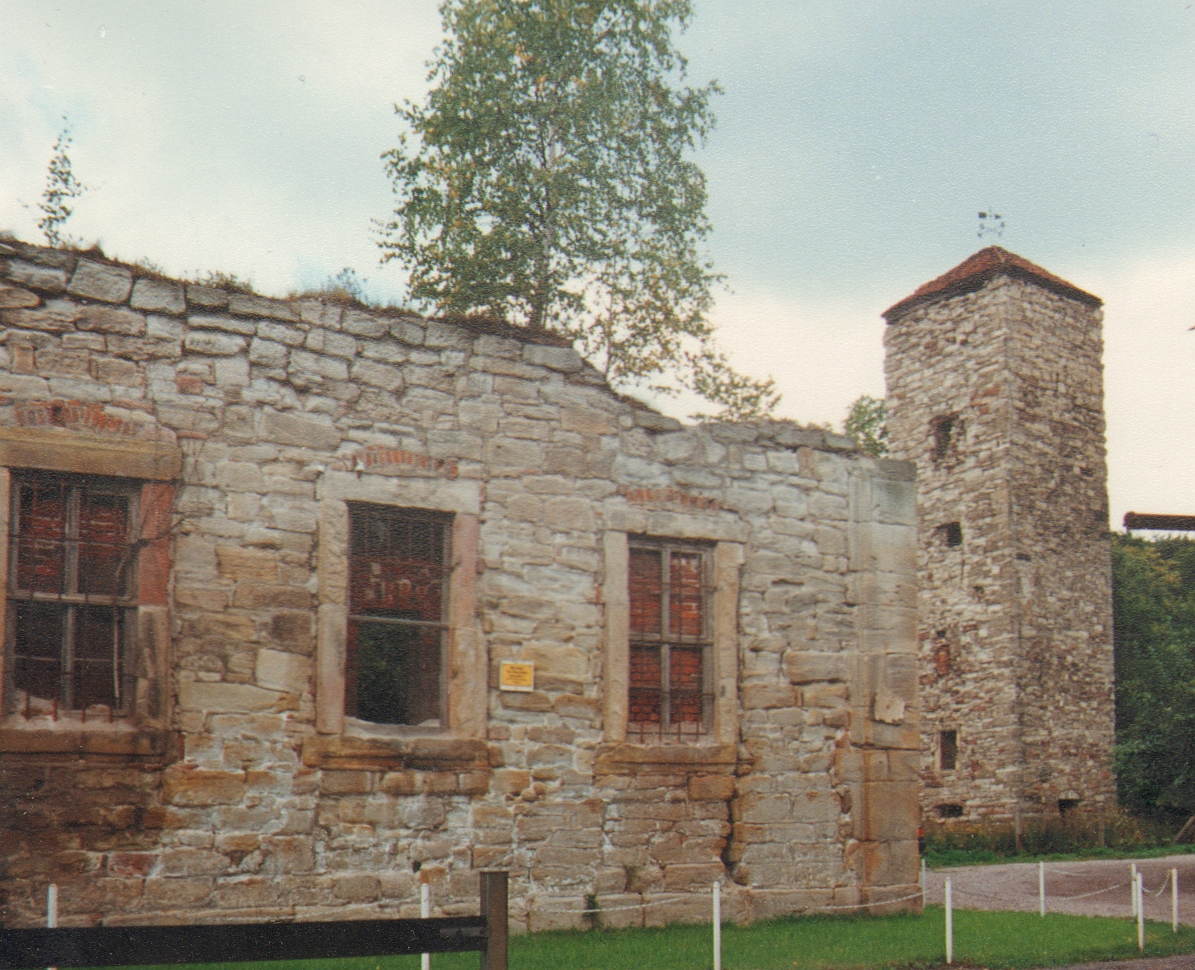
Die Schlossruine (1995)

Das Schloss Farnroda war ein 1677 erbautes Schloss und Baudenkmal in der Gemeinde Wutha-Farnroda im Wartburgkreis und befand sich im nördlichen Teil der historischen Ortslage.

## Geschichte
Mitte des 15. Jahrhunderts erwarben die Burggrafen von Kirchberg im Raum Farnroda durch Sigmund von Kirchberg eine neue Heimat. Ihre bisherigen Güter lagen im Saaletal bei Jena.
Mit dem Kauf von Höfen in Burbach, Seebach und Farnroda sowie Wiesen und Ackerflächen bei Wutha und Eisenach gewannen die Kirchberger eine wirtschaftliche Grundlage für den Neuanfang im Eisenacher Gebiet.
Um 1600 verlieren sich die Spuren der Herren von Farnroda, die als Ortsadelige (seit dem 13. Jahrhundert) Patronatsherren der Laurentiuskirche und Gerichtsherren von Farnroda waren.
Die Kirchberger traten mit Zustimmung des Eisenacher Herzogs ihre Nachfolge an und übernahmen auch das bei der Wasserburg befindliche Gut.
Als Zeichen des Neuanfangs wurde das alte Gutshaus abgerissen und durch ein im Renaissancestil erbautes Fachwerkhaus ersetzt. Der Gutshof bestand zu diesem Zeitpunkt aus einem Vierseithof mit Scheunen, Stallungen und einer eigenen Mühle am Erbstrom. Nördlich des Gutshofes befanden sich zu diesem Zeitpunkt noch die baufälligen Überreste der mittelalterlichen Wasserburg Farnroda und ein Teich.
Am 6. November 1620 brannten das Hauptgebäude des Schlosses und Teile des Dorfes in einem Großbrand nieder. Der damalige Schlossbesitzer, Graf Georg III. verfügte noch über finanzielle Rücklagen zum Wiederaufbau des Schlosses. Dieses wurde 1677 durch einen Neubau ersetzt – dabei handelte es sich um ein zweigeschossiges Steingebäude mit ziegelgedecktem Mansarddach. Die repräsentativen Innenräume waren mit Stuck und Zierrat des Rokoko versehen, das Äußere wirkte schlicht.
Unmittelbar am Schloss (an der heutigen Farnrodaer Hauptstraße) lagen 1754 etwa 30 herrschaftliche Häuser, 10 Hintersiedlerhäuser, ein Hirtenhaus, das Wirtshaus und das Spritzenhaus.
Die Kirche St. Laurentius und zugehörige Pfarrei lagen mit weiteren Höfen am Schönauer Weg. Im Jahr 1799 verstarb der letzte erbberechtigte Kirchberger, aller Besitz der Herrschaft Farnroda fiel somit als erledigtes Lehen an das Herzogtum Sachsen-Eisenach. Als Nachfolger erhielt das vermögende Haus zu Sayn-Wittgenstein den Farnrodaer Besitz. Zu diesem Zeitpunkt bestand der gesamte Ort Farnroda aus 123 Wohnhäusern und Höfen, einschließlich der Kirche St. Laurentius und Pfarrei, der Fürstlichen Canzeley, einer Schäferei im Vorwerk Hucheroda, der Ober- und Untermühle sowie einer Schneidmühle. Ein Kupferbergwerk war ohne nennenswerten Erfolg am Ebertsberg in Betrieb, die am Erbstrom gelegene Schmelzhütte – jetzt Ortsteil Berlinchen – wurde mit Erz aus benachbarten Bergbauorten versorgt (Kittelsthal und Mosbach).
Der nächste Besitzerwechsel erfolgte 1842: Als Käufer trat eine Familie Bause in Erscheinung, die als Landwirte erfolgreichen Gutsbesitzer verkaufen um 1900 an einen Rittmeister Böninger, der aber
sein Glück lieber in den USA machen wollte und um 1915 dorthin übersiedelte. Von dessen Verwandten wurden 1919 Gutswirtschaft und Schloss an die hessische Familie Berthold Anzius verkauft, abzüglich 200 Hektar landwirtschaftlicher Flächen, die man den besitzlosen Landarbeitern und Kleinbauern des Dorfes Farnroda für die Gründung von Nebenerwerbsbetrieben überlassen sollte. Familie Anzius baute auf dem Gut eine Pferdezucht auf, doch während des Zweiten Weltkrieges wurden bald alle brauchbaren Pferde vom Militär beschlagnahmt. Nach dem Kriegsende begann für die Gutsbesitzerfamilie der Neuaufbau des Gutshofes, der nun in der sowjetischen Besatzungszone lag. Im Jahr 1950 brannte ein Teil der Stallungen am Schloss. Der politische Druck auf die „Großgrundbesitzer“ nahm unvermutet zu, ein Teil der Familie Anzius flüchtete da bereits nach West-Berlin, doch Berthold Anzius verließ erst 1958 Farnroda.
Im Jahr 1959 wurde das Gut von einer LPG übernommen und das Schloss zu deren Verwaltungssitz bestimmt.

## Der Abriss

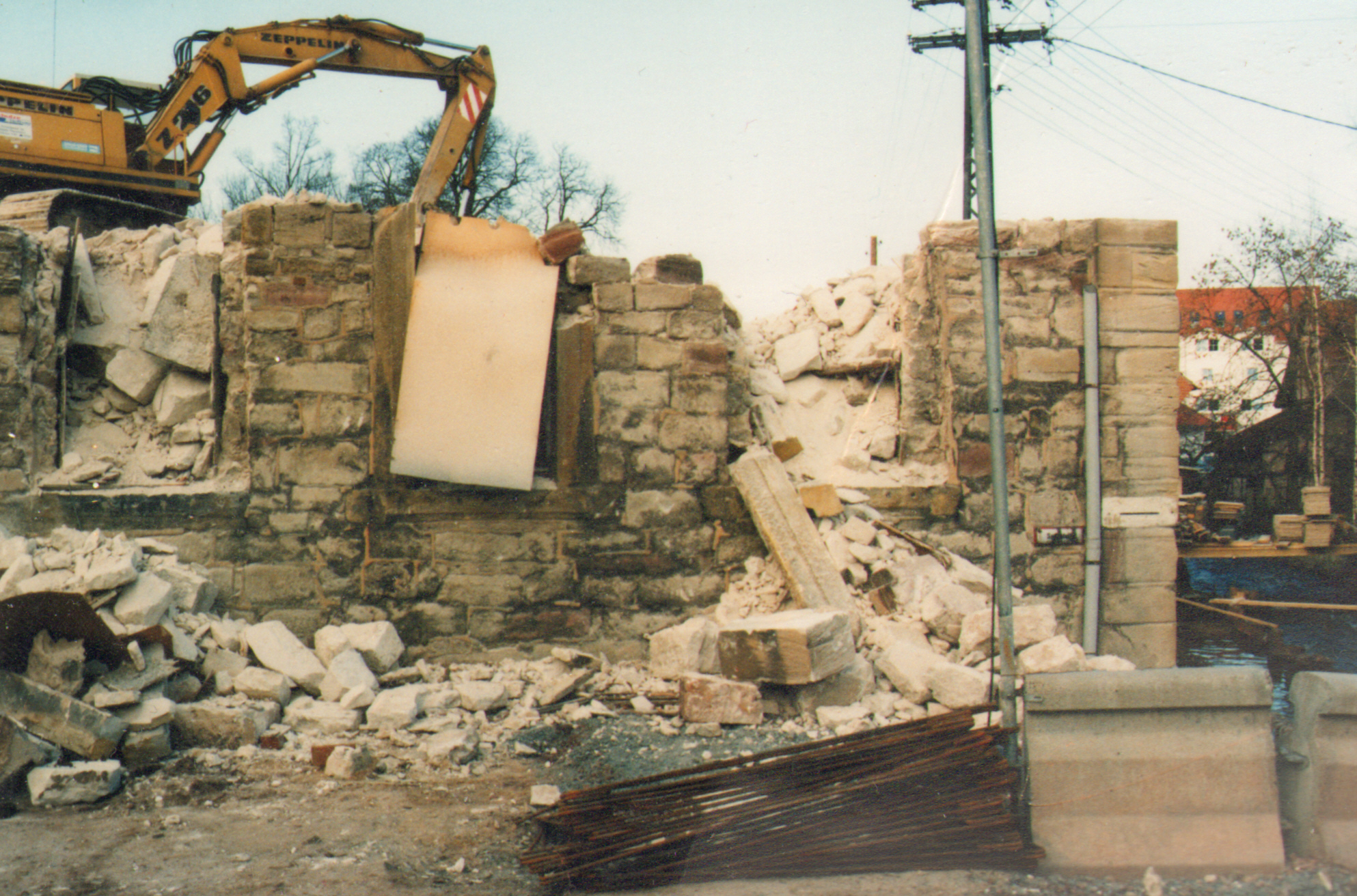
Der Abbruch war eine Sache von Stunden

Unterlassene Reparaturen am Dach hatten die Ausbreitung von Hausschwamm im Dachstuhl und Gemäuer zur Folge. Der nördliche Gebäudeteil wurde Jahre später baupolizeilich gesperrt, das Dach stürzte in diesem Bereich ein. Das Schlossgebäude verkam zur Ruine, während man im benachbarten Schlosspark Touristen und Kurgäste anlocken und unterhalten mochte. Die Zustände wurden selbst in der Eisenacher Regionalpresse angeprangert, einige Kleinreparaturen und Verbotsschilder waren der sichtbare Beweis für erfolgloses Handeln. In den 1980er Jahren musste auch der südliche Teil des Schlosses geräumt werden. Nach Einschätzung der damaligen Behörden stand eine Sanierung des Schlosses nie zur Debatte.
Nach der politischen Wende erhielt Familie Anzius ihren Besitz in Farnroda rückübertragen. Für das ruinöse Schloss konnte es keine Rettung geben, es wurde 1997 abgetragen. An seiner Stelle befindet sich nun ein Kindergarten und ein Mehrfamilienhaus.